# VIVA-wereldkampioenschap voetbal 2008
Het VIVA wereldkampioenschap voetbal 2008 werd van 7 juli tot en met 13 juli 2008 in Lapland gehouden. Tevens vond tegelijkertijd met het toernooi voor de mannen, de eerste editie van het VIVA Wereldkampioenschap vrouwenvoetbal plaats. De NF-Board organiseerde het toernooi in samenwerking met de SFA.
Het toernooi werd bij de mannen door Padanië gewonnen, dat Aramees Syrië in de finale met 2–0 versloeg en zo voor de eerste keer de wereldtitel behaalde. Bij de vrouwen behaalden de Saami de wereldtitel, door tweemaal van Koerdistan te winnen.

## Deelnemende landen
| Saami¹        |
| Padanië       |
| Provence      |
| Koerdistan    |
| Aramees Syrië |

1 (gastland & titelverdediger)
Landen die interesse toonden, maar wegens omstandigheden niet aan het toernooi deelnamen:
| Europa                      | Afrika             | Azië                  |
| --------------------------- | ------------------ | --------------------- |
| - Gozo - Groenland - Rijeka | - Masai - Zanzibar | - Tibet - West-Papoea |

## Speelsteden
| Stadion            | Plaats     | Capaciteit   |
| ------------------ | ---------- | ------------ |
| Gällivare Stadium  | Gällivare  | ??? plaatsen |
| Malmberget Stadium | Malmberget | ??? plaatsen |

## Mannentoernooi
Alle tijden zijn Midden-Europese Zomertijd (UTC+2)

### Groepsfase
| Team          | Pts | Pld | W | D | L | GF | GA | GD  |
| ------------- | --- | --- | - | - | - | -- | -- | --- |
| Padanië       | 12  | 4   | 4 | 0 | 0 | 14 | 3  | +11 |
| Aramees Syrië | 7   | 4   | 2 | 1 | 1 | 7  | 4  | +3  |
| Koerdistan    | 5   | 4   | 1 | 2 | 1 | 6  | 4  | +2  |
| Saami         | 4   | 4   | 1 | 1 | 2 | 6  | 7  | -1  |
| Provence      | 0   | 4   | 0 | 0 | 4 | 3  | 18 | -15 |

|                   |                                    |       |                                               |                                                                                 |
| 7 juli 2008 23:00 | Saami                              | 2 – 2 | Koerdistan                                    | Gällivare Stadium, Gällivare Toeschouwers: 1.300 Scheidsrechter: Johnny Nielsen |
| 7 juli 2008 23:00 | Matti Eira 50' Erik Berthelsen 63' |       | Ciawar Khandan 40' Halkurd Mulla Mohammed 70' | Gällivare Stadium, Gällivare Toeschouwers: 1.300 Scheidsrechter: Johnny Nielsen |

|                   |                       |       |                                                                                                 |                                                                            |
| 8 juli 2008 17:00 | Provence              | 1 – 6 | Padanië                                                                                         | Gällivare Stadium, Gällivare Toeschouwers: 600 Scheidsrechter: Ragnar Dahl |
| 8 juli 2008 17:00 | Stéphane Giordano 23' |       | Michele Cossato 7' Stefano Salandra 34' 45' (pen) Giordan Ligarotti 36' 80' Giacomo Ferrari 90' | Gällivare Stadium, Gällivare Toeschouwers: 600 Scheidsrechter: Ragnar Dahl |

|                   |          |                                                     |            |                                                                              |
| 9 juli 2008 13:00 | Provence | 0 – 3                                               | Koerdistan | Malmberget Stadium, Malmberget Toeschouwers: 600 Scheidsrechter: Mikkel Sara |
| 9 juli 2008 13:00 |          | Deyar Hamad Rahman 55' Halkurd Mohammed 90+1' 90+3' |            | Malmberget Stadium, Malmberget Toeschouwers: 600 Scheidsrechter: Mikkel Sara |

|                   |                   |       |       |                                                                             |
| 9 juli 2008 17:00 | Aramees Syrië     | 1 – 0 | Saami | Gällivare Stadium, Gällivare Toeschouwers: 1000 Scheidsrechter: Ragnar Dahl |
| 9 juli 2008 17:00 | Tuncay Yüksel 62' |       |       | Gällivare Stadium, Gällivare Toeschouwers: 1000 Scheidsrechter: Ragnar Dahl |

|                    |               |       |          |                                |
| 10 juli 2008 12:00 | Aramees Syrië | 5 – 0 | Provence | Malmberget Stadium, Malmberget |
| 10 juli 2008 12:00 |               |       |          | Malmberget Stadium, Malmberget |

|                    |                                     |       |            |                              |
| 10 juli 2008 17:00 | Padanië                             | 2 – 1 | Koerdistan | Gällivare Stadium, Gällivare |
| 10 juli 2008 17:00 | Giuliano Gentilini Stefano Salandra |       |            | Gällivare Stadium, Gällivare |

|                    |       |                                           |         |                                |
| 11 juli 2008 13:00 | Saami | 0 – 2                                     | Padanië | Malmberget Stadium, Malmberget |
| 11 juli 2008 13:00 |       | Giordan Ligarotti 85' Michele Cossato 87' |         | Malmberget Stadium, Malmberget |

|                    |            |       |               |                              |
| 11 juli 2008 17:00 | Koerdistan | 0 – 0 | Aramees Syrië | Gällivare Stadium, Gällivare |
| 11 juli 2008 17:00 |            |       |               | Gällivare Stadium, Gällivare |

|                    |                                                      |       |               |                                |
| 12 juli 2008 12:00 | Padanië                                              | 4 – 1 | Aramees Syrië | Malmberget Stadium, Malmberget |
| 12 juli 2008 12:00 | Michele Cossato Andrea D'Alessandro Stefano Salandra |       |               | Malmberget Stadium, Malmberget |

|                    |       |                  |          |                              |
| 12 juli 2008 16:00 | Saami | 4 – 2            | Provence | Gällivare Stadium, Gällivare |
| 12 juli 2008 16:00 |       | Stephan Giordano |          | Gällivare Stadium, Gällivare |

### Wedstrijd voor 3e plaats
|                    |       |       |            |                                |
| 13 juli 2008 11:00 | Saami | 3 – 1 | Koerdistan | Malmberget Stadium, Malmberget |
| 13 juli 2008 11:00 |       |       |            | Malmberget Stadium, Malmberget |

### Finale
|                    |                                   |       |               |                              |
| 13 juli 2008 20:00 | Padanië                           | 2 – 0 | Aramees Syrië | Gällivare Stadium, Gällivare |
| 13 juli 2008 20:00 | Alberto Colombo Giordan Ligarotti |       |               | Gällivare Stadium, Gällivare |

| 2008 Wereldkampioen mannen |
| -------------------------- |
| PADANIË Eerste titel       |

## Uitslagen vrouwen
Alle tijden zijn Midden-Europese Zomertijd (UTC+2)
|               |       |     |            |                                |
| 10 juli 18:00 | Saami | 4–0 | Koerdistan | Malmberget Stadium, Malmberget |
| 10 juli 18:00 |       |     |            | Malmberget Stadium, Malmberget |

|               |       |      |            |                              |
| 13 juli 14:00 | Saami | 12–1 | Koerdistan | Gällivare Stadium, Gällivare |
| 13 juli 14:00 |       |      |            | Gällivare Stadium, Gällivare |

| 2008 Wereldkampioen vrouwen |
| --------------------------- |
| SAAMI Eerste titel          |

## Topscorers
4 doelpunten
- Stefano Salandra
- Giordan Ligarotti